# Schweringen
Schweringen è un comune di 848 abitanti della Bassa Sassonia, in Germania.
Appartiene al circondario (Landkreis) di Nienburg (Weser) (targa NI) ed è parte della comunità amministrativa (Samtgemeinde) di Grafschaft Hoya.
Nel 1974 al territorio del comune di Schweringen fu unito quello del dissolto comune di Holtrup.